# Huangdi (socken i Kina)
Huangdi (kinesiska: 荒地乡, 荒地) är en socken i Kina. Den ligger i provinsen Hebei, i den norra delen av landet, omkring 220 kilometer nordost om huvudstaden Peking. Antalet invånare är 14 222. Befolkningen består av 6 857 kvinnor och 7 365 män. Barn under 15 år utgör 19,0 %, vuxna 15-64 år 70 %, och äldre över 65 år 9,0 %.
Genomsnittlig årsnederbörd är 737 millimeter. Den regnigaste månaden är juni, med i genomsnitt 203 mm nederbörd, och den torraste är januari, med 2 mm nederbörd.